# Bruchia microspora
Bruchia microspora är en bladmossart som beskrevs av Noguchi 1951. Bruchia microspora ingår i släktet Bruchia och familjen Bruchiaceae. Inga underarter finns listade i Catalogue of Life.